# آرمي أوف تو
جيش من اثنين (بالإنجليزية: Army of Two)‏ لعبة فيديو من منظور الشخص الثالث من تطوير وإنتاج إلكترونيك آرتس في العام 2008.
تتميز بمبدأ اللعب التعاوني بين لاعبين في نفس الوقت.
متوفرة على منصة أكس بوكس 360 وبلاي ستايشن 3.
تم إنتاج جزء ثاني لها في العام 2010 باسم اليوم الأربعين.

## وصلات خارجية
- آرمي أوف تو على موقع IMDb (الإنجليزية)